# Jakeem Thunder
Jakeem Thunder, inizialmente chiamato J.J. Thunder il cui vero nome è Jakeem Johnny Williams, è un personaggio immaginario nell'Universo DC, un membro del team di supereroi conosciuto come la Justice Society of America. Jakeem comparve per la prima volta in Flash vol. 2 n. 134 (febbraio 1998), e fu creato da Grant Morrison, Mark Millar e Paul Ryan.

## Biografia del personaggio
Jakeem Johnny Williams è un adolescente precoce di Keystone City (casa del Flash originale). La madre di Jakeem lasciò suo padre mentre lei era ancora incinta e rimase orfano quando sua madre morì di cancro. A sua zia Lashawn fu data la piena custodia del ragazzo e suo padre, Phil, non seppe mai (e ancora non lo sa) della sua nascita. Jakeem divenne un ragazzino autosufficiente che crebbe per la strada ed adottò un modo di fare da duro e sboccato per sopravvivere.
Quando Johnny Thunder cominciò a perdere controllo sul suo "Genio" Thunderbolt, a causa del suo declino mentale, mise il genio all'interno di una penna stilografica. Senza conoscere la pericolosità dell'oggetto, Jay Garrick regalò questa penna a Jakeem.
Durante il crossover Justice League/Justice Society, quando il mondo fu minacciato da un Thunderbolt malvagio, Jakeem scoprì presto che in realtà Thunderbolt veniva dalla Quinta Dimensione e che veniva controllato pronunciando il suo nome (Yz) al contrario ("Say You"). Jakeem lavorò con un piccolo gruppo di membri della Justice Society, dato che tentarono di rimanere vivi mentre Yz e il Genio blu di nome Lkz si battevano nello spazio. Jakeem tentò anche di sconfiggere Qwisp, un terzo Genio che arrivò a minacciare il gruppo.
Qwisp fu arrestato dalla polizia della Quinta Dimensione. Con l'aiuto di Capitan Marvel, Jakeem riuscì a fondere Yz con Lkz. Lkz veniva controllato pronunciando le parole So Cûl (pronunciato all'inglese "So Cool"). Yz e Lkz formarono un nuovo Genio color porpora di nome Yzlkz e anche questo Genio veniva controllato dalla frase "so cool".

### Justice Society
In qualche modo, Jakeem si unì come recluta part-time nella Justice Society of America. Gli fu dato il benvenuto dalla compagna di squadra Stargirl, che divenne un'amica, e un'influenza positiva per lui. Beneficiò anche della guida dello stesso Johnny Thunder. Lui ed Hourman (Rick Tyler), strinsero con lui un'amicizia fraterna. Come Johnny prima di lui, causò alcuni guai senza la volontà di farlo, a causa della povera scelta di parole nei suoi comandi.
Durante la storia "Last Laugh" dove alcuni criminali dell'Universo DC furono infettati dal gas esilarante del Joker, un Solomon Grundy "Jokerizzato" attaccò il quartier generale della JSA. Il suo attacco iniziale cominciò con lo stacco della testa della Statua della Libertà fuori dall'entrata e la neutralizzazione dell'allora custode del museo Alexander Montez. Jakeem e Stargirl erano gli unici due eroi all'interno del quartier generale al momento dell'attacco. Il loro combattimento contro Solomon Grundy non fu un successo, infatti questi rubò la penna magica di Jakeem e a gettò nelle fogne. Jakeem disse a Stargirl di voler recuperare la penna, non perché egli vedeva Thunderbolt come il suo potere, ma perché era un suo amico.
Durante il combattimento con Grundy, Jakeem fu quasi sconfitto da un behemoth. Capì che Stargirl era in grande pericolo ed in un attacco di panico, tentò di allungarsi per recuperare la sua penna. Un'onda rosa e porpora ne scaturì nei suoi occhi e intorno alla penna, e levitò nel suo palmo. Jakeem si chiese, inizialmente, come questo poteva essere accaduto, ma decise di scoprirlo successivamente. Il combattimento servì come esperienza di congiunzione per i due eroi. Jakeem, nei panni di Thunderbolt, riaggiustò la statua.

### Johnny Thunderbolt
Sempre nella battaglia contro Grundy, Jakeem inconsapevolmente curò il suo predecessore dal morbo di Alzheimer. Sfortunatamente, Johnny divenne una preda di Ultra-Humanite, che prese il corpo di Johnny al fine di controllare i poteri di Thunderbolt. Nella storia "Stealing Thunder", Jakeem è uno degli eroi rimasti liberi dal controllo di Humanite. Infine Jakeem riuscì a riprendere il controllo di Thunderbolt, ma Johnny Thunder perse la sua vita. Jakeem, quindi, desiderò che Thunderbolt salvasse Johnny in qualche modo, così il Genio scelse di fondersi con Johnny, creando un nuovo essere con le memorie di entrambi. Successivamente assunse il nome di Johnny Thunderbolt. Johnny Thunderbolt aveva la somiglianza di Johnny Thunder sebbene non si sapeva in che modo le personalità di Johnny e dei due Genii interagivano, e se una delle personalità era dominante sulle altre. La famiglia di Johnny fu informata della sua morte e il funerale si svolse al Valhalla, un cimitero per supereroi. La famiglia non sapeva che egli sopravviveva come Thunderbolt. Il Thunderbolt infine smise di mostrare le sembianze di Johnny mentre parlava come lui.

### Numero del Padre
Con l'aiuto di Johnny, Jakeem incontrò il suo padre biologico, Phil, che era ora uno studente di ingegneria. Jakeem non rivelò la sua vera identità, ma incontrò anche sua moglie, Jennifer, ed il suo giovane fratellastro. Jakeem sentì fortemente di volersi riconnettere alla vita di suo padre, ma temette di sconvolgerne la vita attuale.

### Crisi Infinita
Dopo l'alba di Crisi infinita, Lo Spettro inviò Jakeem nella sua penna nella Quinta Dimensione, dove soccombette alle macchinazioni di Qwsp e divenne un tiranno pazzo. Thunderbolt mise insieme un'armata per sconfiggerlo, incluso il figlio di Thunderbolt, Shocko e la di lui moglie Peachy Pet. Con l'aiuto della JSA, Jakeem fu liberato dalle influenze malvagie di Qwsp. Tra i prigionieri di Qwsp vi era Johnny Thunder, separato dal Genio e vivente nella Quinta Dimensione. Dopo il ritorno della JSA dalla Quinta Dimensione, trovarono Mordru a combattere contro Nabu. Jakeem afferrò una pistola e si mise in azione contro il mago malvagio (che aveva precedentemente squarciato la gola di Jakeem). Jakeem restituì il favore tagliando la gola di Mordru con la sua penna, quindi convocò Thunderbolt per elettrificarlo. Jakeem quindi chiese a Thunderbolt di inviare Mordru "in un posto dove nessuno di noi lo rivedrà più", finendo la frase, per la prima volta, con "per favore".

### Kingdom Come
In Kingdom Come di Alex Ross e Mark Waid, Jakeem mostrò un ovvio interesse per il membro della JSA, Fulmine. Nella conseguente battaglia contro Magog, fu messo k.o. all'inizio della battaglia e rimase nello sfondo per tutta la storia.

## Poteri e abilità
Jakeem possiede l'abilità di convocare e controllare un potentissimo Genio nella forma di "Johnny Thunderbolt". Il Genio può esaudire ogni desiderio richiesto da Jakeem, sebbene talvolta li esegua troppo alla lettera. Le abilità di Thunderbolt si limitarono a causa di alcune limitazioni secondo le nuove regole di Tenth Age of Magic.
Michael Holt (Mister Terrific), affermò che potevano fare eseguire a Thunderbolt ogni desiderio pronunciato anche dalla voce registrata di Jakeem, sebbene ciò non si vide mai.